# Alytidae
Las ranas pintadas (Alytidae) son un clado de anfibios anuros propia de Europa, el noroeste de África y el Oriente Próximo mediterráneo. Está compuesto por los géneros Alytes, que incluye los sapos parteros de costumbres muy terrícolas, y  Discoglossus, los sapillos pintojos, de costumbres más acuáticas. Todas las ranas pintadas tienen sus larvas en el agua. Los machos se caracterizan por transportar los huevos en las patas traseras hasta que nacen los renacuajos.

## Especies
Los géneros Bombina y Barbourula, que tradicionalmente integraban esta familia, fueron reubicados en Bombinatoridae.
- Género Alytes Wagler, 1830 (tipo)
  - Alytes cisternasii Boscá, 1879
  - Alytes dickhilleni Arntzen and García-París, 1995
  - Alytes maurus Pasteur and Bons, 1962
  - Alytes muletensis (Sanchíz and Adrover, 1979)
  - Alytes obstetricans (Laurenti, 1768)
- Género Discoglossus Otth, 1837
  - Discoglossus galganoi Capula, Nascetti, Lanza, Bullini, and Crespo, 1985
  - Discoglossus jeanneae Busack, 1986
  - Discoglossus montalenti Lanza, Nascetti, Capula, and Bullini, 1984
  - Discoglossus pictus Otth, 1837
  - Discoglossus sardus Tschudi in Otth, 1837
  - Discoglossus scovazzi Camerano, 1878
- Género Latonia von Meyer, 1843
  - Latonia nigriventer[2] (Mendelssohn & Steinitz, 1943)

Además, se incluyen los siguientes géneros extintos según Blackburn y Wake en 2011:
- †Bakonybatrachus[3] Szentesi & Venczel, 2012
- †Callobatrachus Wang & Gao, 1999
- †Enneabatrachus Evans & Milner, 1993
- †Eodiscoglossus Villalta, 1957
- †Prodiscoglossus Friant, 1944
- †Scotiophryne Estes, 1969
- †Wealdenbatrachus Fey,1988
- †Zaphrissa Cope, 1866

## Galería

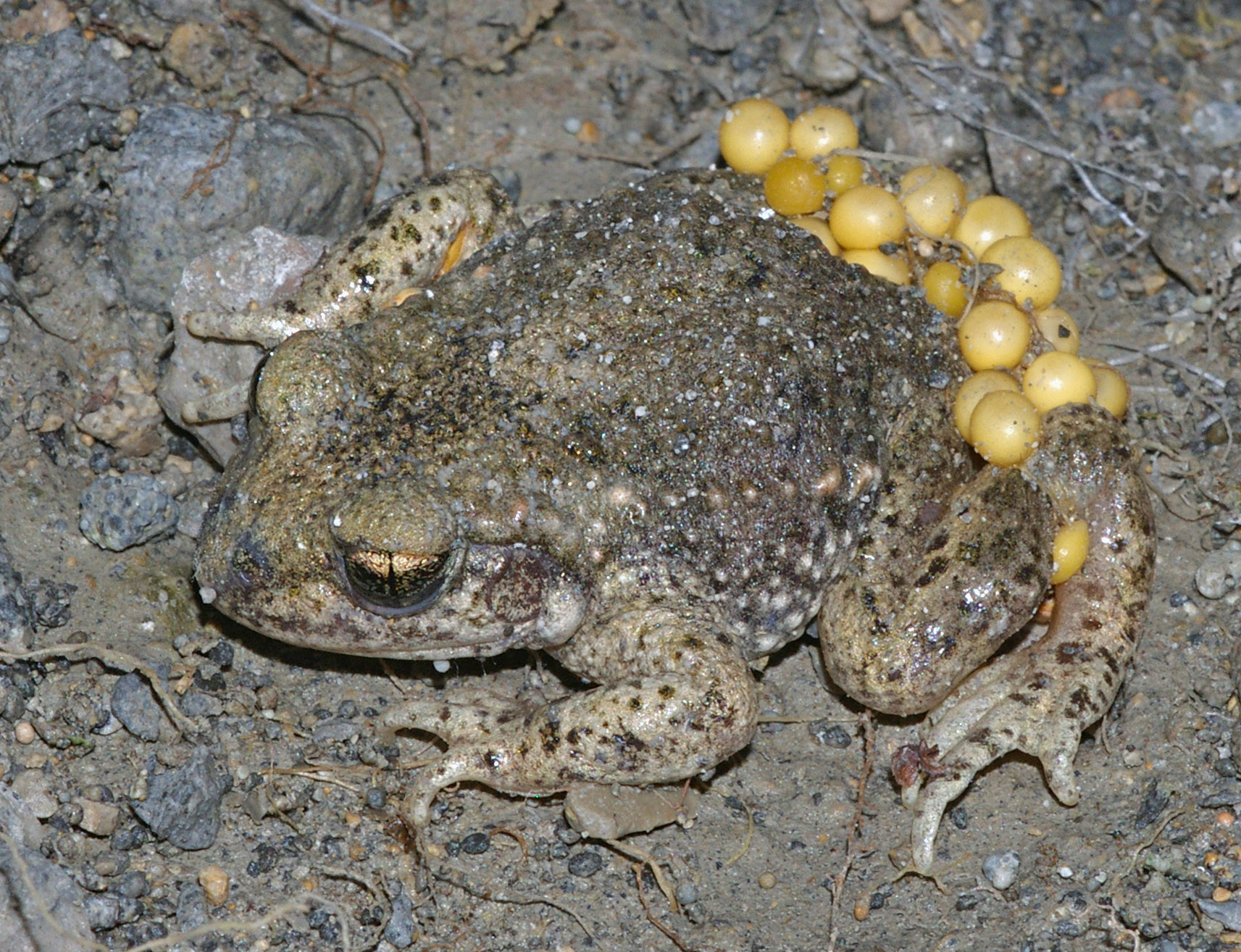
Macho de Alytes obstetricans con los huevos.
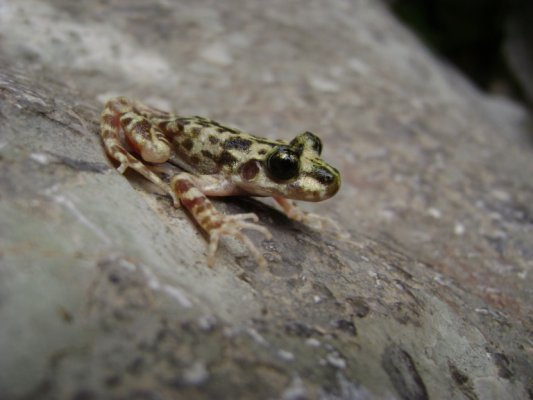
Alytes muletensis
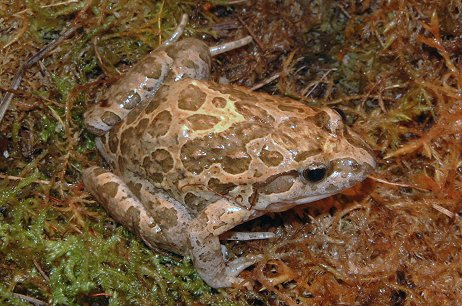
Discoglossus pictus
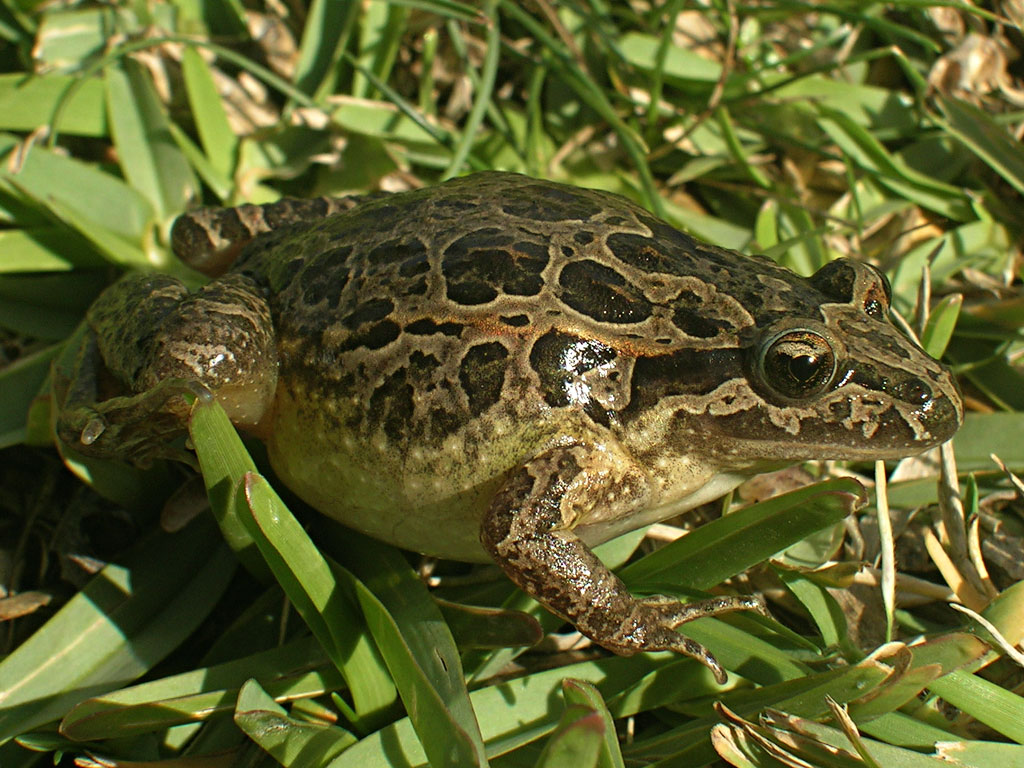
Discoglossus galganoi